# ブランドン・マウラー
- ブランドン・マウアー
- ブランドン・マウアラー

ブランドン・ユージーン・マウラー（Brandon Eugene Maurer、1990年7月3日 - ）は、アメリカ合衆国カリフォルニア州オレンジ郡コスタメサ出身のプロ野球選手（投手）。右投右打。MLB・ピッツバーグ・パイレーツ傘下所属。愛称はマウラー・パワー（Maurer Power）。

## 経歴

### プロ入り前
リトルリーグ時代、リトルリーグ・オールスターゲームに出場し完全試合を達成。オレンジ・ルーテル高等学校時代は救援投手として活躍しており、チームメイトにゲリット・コールがいた。

### プロ入りとマリナーズ時代
2008年のMLBドラフトでシアトル・マリナーズから23巡目（全体702位）指名され、7月7日に契約。契約後、傘下のルーキー級アリゾナリーグ・マリナーズでプロデビュー。
2009年はアパラチアンリーグのルーキー級プラスキ・マリナーズでプレー。
2010年はA級クリントン・ランバーキングスでプレー。
オフにはオーストラリアのウィンターリーグであるオーストラリアン・ベースボールリーグにも参加し、アデレード・バイトに所属した。
2011年はA級クリントンで開幕を迎えたが、5月にA+級ハイデザート・マーベリックスに昇格。
2012年はAA級ジャクソン・ジェネラルズに昇格。オフにマリナーズとメジャー契約を結び、40人枠入りを果たす。
2013年はメジャーのスプリングトレーニングに参加し、開幕ローテーション争いに加わり、25人枠に登録される。2008年のドラフトで指名された選手の中で初めてメジャーリーガーとなった。また球団史上初となるAAA級のチームに所属せずにメジャーに昇格した先発投手となった。全ポジションにおいてもジョン・カミングス、マイク・ハンプトンが1993年に昇格して以来である。4月4日のオークランド・アスレチックス戦でメジャー初登板初先発を果たすも、ヨエニス・セスペデスとジョシュ・レディックに本塁打を打たれ、6回6失点で初黒星を記録。2登板目の9日のヒューストン・アストロズ戦でも0.2回を投げ6失点で2連敗を記録したが、14日のテキサス・レンジャーズ戦に登板し、6回3失点でメジャー初勝利を挙げた。
2014年2月27日にマリナーズと1年契約に合意した。3月28日にAAA級タコマ・レイニアーズへ異動した。開幕はAAA級タコマで迎え、4月20日にメジャーへ昇格した。この年は38試合（先発7試合）に登板して1勝4敗、防御率4.65、55奪三振を記録した。

### パドレス時代
2014年12月30日にセス・スミスとのトレードで、サンディエゴ・パドレスへ移籍した。
2015年は53試合に登板して7勝4敗12ホールド、防御率3.00、WHIP1.06という成績だった。
2016年はフェルナンド・ロドニーの移籍に伴い、シーズン途中からクローザーを務め、13セーブを挙げた。しかし、0勝5敗、防御率4.52、WHIP1.26と投球内容はやや悪化した。翌2017年も7月までにクローザーとして20セーブを挙げたが、防御率5.72と万全とは言い難い内容であった。

### ロイヤルズ時代
2017年7月24日にトラビス・ウッド、マット・ストラム、エステウリー・ルイーズおよび金銭とのトレードで、ライアン・バクター、トレバー・ケーヒルと共にカンザスシティ・ロイヤルズへ移籍した。移籍後は26試合で投げたが、防御率8.10、WHIP2.25と移籍前よりも打ち込まれた。
2018年は開幕から5試合で0勝2敗、防御率12.46と打ち込まれ、4月13日に傘下のAAA級オマハ・ストームチェイサーズへ降格した。さらに5月3日には40人枠外となった。6月15日にメジャー契約を結んでアクティブ・ロースター入りした。この年は37試合に登板して0勝4敗1セーブ、防御率7.76、31奪三振を記録した。オフの11月2日にFAとなった。

### パイレーツ傘下時代
2019年1月30日にピッツバーグ・パイレーツとマイナー契約を結び、スプリングトレーニングに招待選手として参加することになった。

## 詳細情報

### 年度別投手成績
| 年 度    | 球 団    | 登 板 | 先 発 | 完 投 | 完 封 | 無 四 球 | 勝 利 | 敗 戦 | セ 丨 ブ | ホ 丨 ル ド | 勝 率 | 打 者 | 投 球 回 | 被 安 打 | 被 本 塁 打 | 与 四 球 | 敬 遠 | 与 死 球 | 奪 三 振 | 暴 投 | ボ 丨 ク | 失 点 | 自 責 点 | 防 御 率 | W H I P |
| -------- | -------- | ----- | ----- | ----- | ----- | -------- | ----- | ----- | -------- | ----------- | ----- | ----- | -------- | -------- | ----------- | -------- | ----- | -------- | -------- | ----- | -------- | ----- | -------- | -------- | ------- |
| 2013     | SEA      | 22    | 14    | 0     | 0     | 0        | 5     | 8     | 0        | 0           | .385  | 402   | 90.0     | 114      | 16          | 27       | 0     | 6        | 70       | 9     | 0        | 66    | 63       | 6.30     | 1.57    |
| 2014     | SEA      | 38    | 7     | 0     | 0     | 0        | 1     | 4     | 0        | 5           | .200  | 301   | 69.2     | 74       | 6           | 19       | 2     | 0        | 59       | 3     | 0        | 39    | 36       | 4.65     | 1.34    |
| 2015     | SD       | 53    | 0     | 0     | 0     | 0        | 7     | 4     | 0        | 12          | .636  | 206   | 51.0     | 39       | 3           | 15       | 1     | 1        | 39       | 1     | 0        | 19    | 17       | 3.00     | 1.06    |
| 2016     | SD       | 71    | 0     | 0     | 0     | 0        | 0     | 5     | 13       | 13          | .000  | 300   | 69.2     | 65       | 7           | 23       | 5     | 2        | 72       | 3     | 0        | 37    | 35       | 4.52     | 1.26    |
| 2017     | SD       | 42    | 0     | 0     | 0     | 0        | 1     | 4     | 20       | 2           | .250  | 162   | 39.1     | 39       | 4           | 8        | 1     | 1        | 38       | 1     | 0        | 25    | 25       | 5.72     | 1.20    |
| 2017     | KC       | 26    | 0     | 0     | 0     | 0        | 2     | 2     | 2        | 4           | .500  | 105   | 20.0     | 34       | 4           | 11       | 1     | 0        | 21       | 0     | 0        | 18    | 18       | 8.10     | 2.25    |
| '17計    | KC       | 68    | 0     | 0     | 0     | 0        | 3     | 6     | 22       | 6           | .333  | 267   | 59.1     | 73       | 8           | 19       | 2     | 1        | 59       | 1     | 0        | 43    | 43       | 6.52     | 1.55    |
| 2018     | KC       | 37    | 0     | 0     | 0     | 0        | 0     | 4     | 1        | 3           | .000  | 160   | 31.1     | 42       | 7           | 25       | 2     | 1        | 31       | 2     | 0        | 29    | 27       | 7.76     | 2.14    |
| MLB：6年 | MLB：6年 | 289   | 21    | 0     | 0     | 0        | 16    | 31    | 36       | 39          | .340  | 1636  | 371.0    | 407      | 47          | 128      | 12    | 11       | 326      | 19    | 0        | 233   | 221      | 5.36     | 1.44    |

- 2018年度シーズン終了時

### 背番号
- 37（2013年 - 2017年7月23日、2018年）
- 32（2017年7月25日 - 同年終了）